# Polenšak
Polenšak, Duitse naam Polenschak, is een plaats in Slovenië en maakt deel uit van de gemeente Dornava in de NUTS-3-regio Podravska. De plaats telde 169 inwoners op 1 januari 2020.

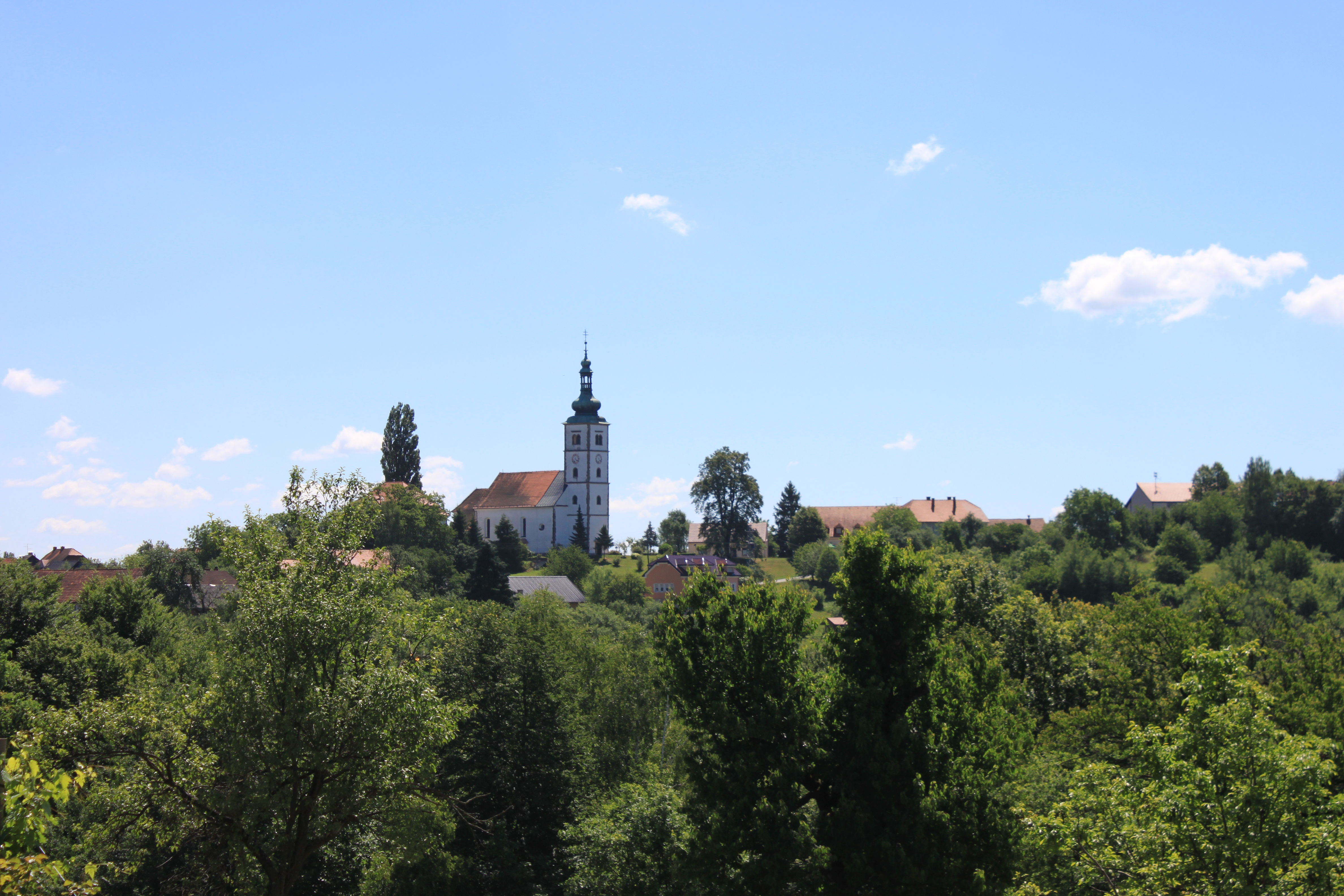
Kerk van St. Maria-Visitatie, begin 17e eeuw; Polenšak, gemeenschap Dornava, Slovenië.